# Михаил Когълничану
Михаил Когълничану (на румънски: Mihail Kogălniceanu) е бележит румънски политик (министър-председател, външен министър), учен (академик, историк) и публицист.
Става министър-председател на Румъния през 1863 г., когато владетел на страната е Александру Йоан Куза. Когълничану е горещ привърженик на аграрната реформа. На 25 декември 1863 г. прокарва закон за секуларизация (отнемане на манастирските имоти). По-късно разработва проектозакон за аграрната реформа, против който се изправят румънските едри земевладелци и заради който е бламиран от правителството. Подава оставка през 1865 г.
Периодът, в който Когълничану е министър-председател на страната, е време на засилено развитие на българското четническо движение. След преминаването на четата на Хаджи Димитър и Стефан Караджа от Румъния в България, правителството му е обвинено от Високата порта и великите сили, че нарушава неутралитета си и подпомага българските въстаници. В тази връзка Когълничану произнася реч в румънския парламент с цел да успокои чуждите дипломати, че Румъния е лоялна към Турция и че ще продължи да спазва заявения неутралитет.
Присъства при подписването на Берлинския договор като представител на Румъния.
М. Когълничану е председател на Румънската академия в периода 1887 – 1890 г.
Името му носят международното летище в гр. Констанца, Румъния (от 1950-те години) и румънска военна база. На негово име е прекръстено и българското село в Северна Добруджа  Еникьой в което 1866-67 г. Васил Левски е бил учител.